# San Antonio (Paragvaj)
San Antonio (puno španjolsko ime Ciudad San Antonio) je grad u paragvajskom kotaru - Central od 37 795 stanovnika, dio velike konurbacije - Gran Asunción, koja se razvila oko glavnog paragvajskog grada - Asuncióna.

## Geografske karakteristike
San Antonio se nalazi u sredini Paragvaja, 25 km južno od Asuncióna, na površini od 29 km² uz obale rijeke Paragvaj.

## Povijest
Po nekim povjesničarima naselje je osnovao Gaspar Rodríguez de Francia (1814. – 1840.), izgradivši tu utvrdu za obranu Asuncióna. Neki pak osnivanje naselja pripisuju franjevcima koji su tu 1872. izgradili svoju misiju za pokrštavanje indijanaca. 
Po trećima naselje je osnovao njemački kolonist Gustav Conrad Goetz 1890.

## Vanjske poveznice
- San Antonio na portalu Gobernacion Departamento Central  Arhivirana inačica izvorne stranice od 24. rujna 2013. (Wayback Machine) (šp.)